# 대한민국의 텔레비전 드라마 목록
다음은 대한민국의 텔레비전 드라마 목록이다.

## 방송사
- 한국방송공사의 텔레비전 드라마
- 문화방송의 텔레비전 드라마
- SBS의 텔레비전 드라마
- tvN의 텔레비전 드라마
- OCN의 텔레비전 드라마
- JTBC의 텔레비전 드라마
- 매일방송의 텔레비전 드라마
- 채널A의 텔레비전 드라마
- TV조선의 텔레비전 드라마

## 순서

### 가나다 순
- 대한민국의 텔레비전 드라마 목록 (ㄱ)
- 대한민국의 텔레비전 드라마 목록 (ㄴ)
- 대한민국의 텔레비전 드라마 목록 (ㄷ)
- 대한민국의 텔레비전 드라마 목록 (ㄹ)
- 대한민국의 텔레비전 드라마 목록 (ㅁ)
- 대한민국의 텔레비전 드라마 목록 (ㅂ)
- 대한민국의 텔레비전 드라마 목록 (ㅅ)
- 대한민국의 텔레비전 드라마 목록 (ㅇ)
- 대한민국의 텔레비전 드라마 목록 (ㅈ)
- 대한민국의 텔레비전 드라마 목록 (ㅊ)
- 대한민국의 텔레비전 드라마 목록 (ㅋ)
- 대한민국의 텔레비전 드라마 목록 (ㅌ)
- 대한민국의 텔레비전 드라마 목록 (ㅍ)
- 대한민국의 텔레비전 드라마 목록 (ㅎ)

### 기타
- 대한민국의 텔레비전 드라마 목록 (알파벳)
- 대한민국의 텔레비전 드라마 목록 (숫자)

## 기타 목록
- 연대별 대한민국의 텔레비전 드라마 목록
- 대한민국의 텔레비전 드라마 각본가별 작품 목록

## 같이 보기
- 대한민국의 텔레비전 드라마 각본가
- 대한민국의 웹드라마 목록
- 대한민국의 텔레비전 드라마
- 대한민국의 영화